# John Bunny
John Bunny (New York City, 21 settembre 1863 – Brooklyn, 26 aprile 1915) è stato un attore e comico statunitense, considerato la prima vera stella delle comiche della prima era del cinema muto americano.

## Biografia
Bunny crebbe a Brooklyn, dove frequentò le scuole superiori e lavorò come commesso in una drogheria prima di unirsi ad un piccolo minstrel show che andava in tour sulla costa occidentale. Continuò ad affiancare il lavoro di direttore di scena per varie compagnie con le performance sul palco di spettacoli di vaudeville per poi essere attratto dall'allora nascente industria cinematografica. Già nel 1910 era sotto contratto con la Vitagraph, e il suo personaggio di uomo ben pasciuto e spensierato lo rese rapidamente una stella internazionale delle comiche mute. Con la Vitagraph prese parte ad una serie di più di cento comiche formando una popolare coppia con l'attrice Flora Finch, identificata comunemente come i "Bunnyfinches".
La popolarità di Bunny era dovuta ad un tipo di comicità grassa tipica del music hall o del circo, ben diversa dal sottile umorismo delle commedie sofisticate. La sua recitazione era vivace, sfrenata e salace, fatto che creava subito un'identificazione ed un saldo legame con il tipo di pubblico che frequentava i nickelodeon dove le sue pellicole venivano proiettate.
Sfortunatamente Bunny non piaceva alla maggior parte dei suoi colleghi attori alla Vitagraph, tra i quali la stessa Finch. Alcune interviste condotte da Anthony Slide negli anni sessanta e settanta ad ex dipendenti della compagnia rivelano come lo trovassero arrogante, irascibile e complessivamente una persona con cui era difficile lavorare, un ritratto in completo contrasto con l'immagine di lui che si ricorda sullo schermo.
Il 23 gennaio 1890 Bunny sposò Clara Scallan, con cui ebbe due figli, George e John Jr, che in seguito diventarono anch'essi attori. Anche suo fratello George Bunny faceva l'attore.
Bunny aveva debuttato nel mondo del cinema da soli cinque anni quando morì a causa di una malattia renale. Fu sepolto al Cemetery of the Evergreens di Brooklyn. Grazie al fatto che i film muti non conoscevano barriere linguistiche e alla sua grande popolarità, la notizia della sua morte occupò le prime pagine sia dei giornali statunitensi che di quelli europei.
Dopo la sua morte, i progressi tecnologici e le innovazioni apportate dalla possibilità di effettuare numeri acrobatici fecero subito sorgere nuove stelle nel mondo della comicità muta e Bunny finì per essere dimenticato quasi completamente. In ogni caso, per il grande contributo da lui dato allo sviluppo dell'industria del cinema gli è stata dedicata una stella sulla Hollywood Walk of Fame, al 1715 di Vine Street.

## Filmografia
La filmografia è completa. Quando manca il nome del regista, questo non viene riportato nei titoli

### Attore

#### 1909
- Cohen's Dream, regia di George D. Baker  (1909)

- Cohen at Coney Island, regia di George D. Baker  (1909)

#### 1910
- Cupid and the Motor Boat, regia di J. Stuart Blackton (1910)
- Davy Jones and Captain Bragg, regia di George D. Baker (1910)
- Captain Barnacle's Chaperone (1910)
- Jack Fat and Jim Slim at Coney Island (1910)
- He Who Laughs Last (1910)
- In Neighboring Kingdoms, regia di William Humphrey (1910)

#### 1911
- Doctor Cupid - cortometraggio (1911)
- Davy Jones in the South Seas (1911)
- A Queen for a Day (1911)
- The New Stenographer, regia di George D. Baker (1911)
- A Tale of Two Cities, regia di Charles Kent (o William Humphrey?) (1911)
- Captain Barnacle's Courtship , regia di George D. Baker (1911)
- Davy Jones; or, His Wife's Husband (1911)
- A Widow Visits Springtown (1911)
- An Unexpected Review (1911)
- The Wooing of Winifred, regia di Van Dyke Brooke (1911)
- The Leading Lady, regia di Ned Finley (1911)
- Troublesome Secretaries, regia di Ralph Ince (1911)
- Soldiers Three; or, When Scotch Soldier Laddies Went in Swimming, regia di George D. Baker (1911)
- Proving His Love; or, The Ruse of a Beautiful Woman  (1911)
- Teaching McFadden to Waltz (1911)
- Two Overcoats (1911)
- The Latent Spark (1911)
- The Woes of a Wealthy Widow  (1911)
- In the Arctic Night, regia di Laurence Trimble (1911)
- The Subduing of Mrs. Nag, regia di George D. Baker (1911)
- The Return of 'Widow' Pogson's Husband (1911)
- Treasure Trove (1911)
- The Clown's Best Performance (1911)
- The One Hundred Dollar Bill (1911)
- Intrepid Davy (1911)
- Captain Barnacle's Baby, regia di Van Dyke Brooke (1911)
- My Old Dutch, regia di George D. Baker (1911)
- The Wrong Patient (1911)
- Her Crowning Glory, regia di Laurence Trimble (1911)
- The Tired, Absent-Minded Man (1911)
- His Sister's Children (1911)
- Her Hero, regia di Van Dyke Brooke (1911)
- Ups and Downs (1911)
- The Missing Will (1911)
- Selecting His Heiress, regia di William Humphrey (1911)
- Kitty and the Cowboys, regia di Frederick A. Thomson (1911)
- Madge of the Mountains, regia di Charles Kent (1911)
- The Gossip, regia di Frederick A. Thomson (1911)
- The Politician's Dream, regia di George D. Baker (1911)
- A Slight Mistake, regia di William Humphrey (1911)
- The Ventriloquist's Trunk, regia di Frederick A. Thomson (1911)
- Vanity Fair, regia di Charles Kent (1911)
- The Old Doll (1911)
- In the Clutches of a Vapor Bath (1911)

#### 1912
- Captain Jenks' Dilemma (1912)
- Chumps, regia di George D. Baker (1912)
- Captain Barnacle's Messmates, regia di Van Dyke Brooke (1912)
- The First Violin, regia di Van Dyke Brooke (1912)
- Umbrellas to Mend (1912)
- Bunny and the Twins (1912)
- A Cure for Pokeritis, regia di Laurence Trimble (1912)
- Stenographers Wanted (1912)
- Irene's Infatuation (1912)
- The First Woman Jury in America (1912)
- Mr. Bolter's Infatuation, regia di George D. Baker (1912)
- The Suit of Armor (1912)
- His Mother-in-Law (1912)
- The Unknown Violinist, regia di Charles Kent (1912)
- Burnt Cork (1912)
- At Scrogginses' Corner, regia di Hal Reid (1912)
- Captain Jenks' Diplomacy, regia di Van Dyke Brooke (1912)
- Working for Hubby (1912)
- How He Papered the Room (1912)
- Red Ink Tragedy (1912)
- Thou Shalt Not Covet (1912)
- Leap Year Proposals (1912)
- Diamond Cut Diamond (1912)
- An Eventful Elopement, regia di William V. Ranous (1912)
- Who's to Win?, regia di Frederick A. Thomson (1912)
- Pandora's Box, regia di Laurence Trimble (1912)
- Chased by Bloodhounds, regia di Laurence Trimble (1912)
- Her Old Sweetheart, regia di Albert W. Hale (1912)
- A Persistent Lover, regia di Albert W. Hale (1912)
- Martha's Rebellion, regia di Laurence Trimble (1912)
- The Awakening of Jones, regia di Laurence Trimble (1912)
- Suing Susan, regia di Laurence Trimble (1912)
- Bunny and the Dogs, regia di Laurence Trimble (1912)
- The Bogus Napoleon, regia di Charles Kent (1912)
- The Lovesick Maidens of Cuddleton, regia di George D. Baker (1912)
- Two Cinders, regia di Laurence Trimble (1912)
- Bunny's Suicide, regia di Laurence Trimble (1912)
- Bachelor Buttons, regia di Laurence Trimble (1912)
- Bunny All at Sea, regia di George D. Baker e Laurence Trimble (1912)
- Bunny at the Derby, regia di Laurence Trimble (1912)
- Michael McShane, Matchmaker, regia di Laurence Trimble (1912)
- Doctor Bridget, regia di Frederick A. Thomson (1912)
- Who Stole Bunny's Umbrella?, regia di Frederick A. Thomson (1912)
- Ida's Christmas, regia di Van Dyke Brooke (1912)
- Freckles, regia di Frederick A. Thomson (1912)

#### 1913
- Bunny Blarneyed; or, The Blarney Stone di Laurence Trimble (1913)
- Mr. Bolter's Niece di Frederick A. Thomson (1913)
- Three Black Bags di Frederick A. Thomson (1913)
- Ma's Apron Strings di Frederick A. Thomson (1913)
- And His Wife Came Back di James Young (1913)
- Stenographer's Troubles di Frederick A. Thomson (1913)
- The Man Higher Up, regia di Frederick A. Thomson (1913)
- The Locket; or, When She Was Twenty di Frederick A. Thomson (1913)
- Suspicious Henry di Frederick A. Thomson (1913)
- The Pickwick Papers, regia di Laurence Trimble (1913)
- Hubby Buys a Baby di Frederick A. Thomson (1913)
- His Honor, the Mayor di Frederick A. Thomson (1913)
- The Wonderful Statue di Frederick A. Thomson (1913)
- He Answered the Ad di Bert Angeles (1913)
- Bunny's Honeymoon di Wilfrid North (1913)
- The Fortune di Wilfrid North (1913)
- Seeing Double, regia di Wilfrid North (1913)
- There's Music in the Hair di Laurence Trimble (1913)
- Bunny Versus Cutey di Wilfrid North (1913)
- Cupid's Hired Man di Wilfrid North (1913)
- Bunny and the Bunny Hug di Wilfrid North (1913)
- Bunny's Birthday Surprise di Wilfrid North (1913)
- Bunny as a Reporter di Wilfrid North (1913)
- His Tired Uncle di Wilfrid North (1913)
- Bunny's Dilemma di Wilfrid North (1913)
- One Good Joke Deserves Another di Wilfrid North (1913)
- Love's Quarantine di Wilfrid North (1913)
- A Millinery Bomb di Wilfrid North (1913)
- Hubby's Toothache  di Wilfrid North (1913)
- The Pickpocket di George D. Baker (1913)
- A Gentleman of Fashion di George D. Baker (1913)
- When the Press Speaks di George D. Baker (1913)
- Those Troublesome Tresses di George D. Baker (1913)
- The Feudists di Wilfrid North (1913)
- Which Way Did He Go? di George D. Baker (1913)
- The Adventure of the Shooting Party di Laurence Trimble (1913)
- John Tobin's Sweetheart di George D. Baker (1913)
- Bunny for the Cause di Wilfrid North (1913)
- The Autocrat of Flapjack Junction di George D. Baker (1913)
- The Pirates di George D. Baker (1913)
- Flaming Hearts, regia di George D. Baker (1913)
- The Schemers, regia di George D. Baker (1913)
- The Girl at the Lunch Counter (1913)
- The Golf Game and the Bonnet, regia di George D. Baker (1913)

#### 1914
- The Misadventures of a Mighty Monarch, regia di George D. Baker (1914)
- Bunny's Mistake, regia di George D. Baker (1914)
- Love's Old Dream, regia di George D. Baker (1914)
- Bunny's Birthday, regia di George D. Baker (1914)
- A Change in Baggage Checks, regia di George D. Baker (1914)
- Bunny's Scheme, regia di George D. Baker (1914)
- Love, Luck and Gasoline, regia di Wilfrid North (1914)
- Tangled Tangoists, regia di George D. Baker (1914)
- Setting the Style, regia di George D. Baker (1914)
- Bunco Bill's Visit, regia di George D. Baker (1914)
- The Old Fire Horse and the New Fire Chief, regia di George D. Baker (1914)
- Mr. Bunny in Disguise, regia di George D. Baker (1914)
- Bunny Buys a Harem, regia di George D. Baker (1914)
- Bunny's Swell Affair, regia di Lee Beggs (1914)
- Mr. Bunnyhug Buys a Hat for His Bride, regia di George D. Baker (1914)
- Father's Flirtation, regia di George D. Baker (1914)
- The Old Maid's Baby, regia di George D. Baker (1914)
- A Train of Incidents, regia di George D. Baker (1914)
- The Vases of Hymen, regia di George D. Baker (1914)
- Pigs Is Pigs, regia di George D. Baker (1914)
- Private Bunny, regia di George D. Baker (1914)
- The Locked House, regia di George D. Baker (1914)
- Polishing Up, regia di George D. Baker (1914)
- The Honeymooners, regia di George D. Baker (1914)
- Such a Hunter, regia di George D. Baker (1914)
- Hearts and Diamonds, regia di George D. Baker (1914)
- Bunny Backslides, regia di George D. Baker (1914)
- Bunny's Little Brother, regia di George D. Baker (1914)
- A Strand of Blond Hair, regia di George D. Baker (1914)

#### Apparizioni in film e filmati d'archivio
- Winsor McCay, the Famous Cartoonist of the N.Y. Herald and His Moving Comics, regia di Winsor McCay e J. Stuart Blackton - sé stesso (1911)
- Cork and Vicinity - sé stesso (1912)
- How Cissy Made Good, regia di George D. Baker - sé stesso (1914)
- The Movie Album documentario con filmati d'archivio (1931)
- Movie Album Featurettes (1932)
- The Film Parade, regia di J. Stuart Blackton (1933)
- Yesterday and Today, regia di Abner J. Greshler documentario con filmati di repertorio (1953)
- Opportunity Lost episodio della serie TV Cinema Europe: The Other Hollywood, regia di Kevin Brownlow e David Gill - (Stagione 1, Episodio 5) (1995)